# Сандіан
Сандіан (перс. سنديان) — село в Ірані, у дегестані Діначал, у бахші Паре-Сар, шагрестані Резваншагр остану Ґілян. За даними перепису 2006 року, його населення становило 519 осіб, що проживали у складі 142 сімей.

## Клімат
Середня річна температура становить 14,03°C, середня максимальна – 27,30°C, а середня мінімальна – -0,20°C. Середня річна кількість опадів – 771 мм.
| Клімат поселення                              | Клімат поселення | Клімат поселення | Клімат поселення | Клімат поселення | Клімат поселення | Клімат поселення | Клімат поселення | Клімат поселення | Клімат поселення | Клімат поселення | Клімат поселення | Клімат поселення | Клімат поселення |
| Показник                                      | Січ.             | Лют.             | Бер.             | Квіт.            | Трав.            | Черв.            | Лип.             | Серп.            | Вер.             | Жовт.            | Лист.            | Груд.            |                  |
| Середній максимум, °C                         | 10,12            | 10,72            | 12,46            | 17,25            | 21,58            | 25,40            | 27,18            | 27,30            | 23,08            | 20,67            | 16,42            | 12,00            |                  |
| Середня температура, °C                       | 4,96             | 5,56             | 7,29             | 12,10            | 16,42            | 20,25            | 23,04            | 23,15            | 18,94            | 16,52            | 12,28            | 7,84             |                  |
| Середній мінімум, °C                          | −0,2             | 0,41             | 2,15             | 6,94             | 11,28            | 15,11            | 18,88            | 18,99            | 14,77            | 12,36            | 8,13             | 3,70             |                  |
| Норма опадів, мм                              | 77               | 63               | 66               | 53               | 38               | 24               | 11               | 34               | 79               | 119              | 94               | 113              |                  |
| Середньомісячна швидкість вітру, м/с          | 2.30             | 2.40             | 2.40             | 2.38             | 2.32             | 2.60             | 2.60             | 2.38             | 2.14             | 2.08             | 1.95             | 2.00             |                  |
| Середньомісячна сонячна радіація, кДж/м²·день | 6823             | 9110             | 11214            | 15902            | 20145            | 22998            | 23824            | 19994            | 16344            | 11113            | 8495             | 6505             |                  |
| --------------------------------------------- | ---------------- | ---------------- | ---------------- | ---------------- | ---------------- | ---------------- | ---------------- | ---------------- | ---------------- | ---------------- | ---------------- | ---------------- | ---------------- |
| Джерело:                                      |                  |                  |                  |                  |                  |                  |                  |                  |                  |                  |                  |                  |                  |